# Ermione di Efeso
Ermione di Efeso (in greco antico: Ερμιόνη της Εφέσου?; Cesarea marittima, ... – Efeso, 117) fu una martire cristiana, venerata come santa dalla Chiesa cattolica e dalla Chiesa ortodossa.

## Biografia
Ermione nacque a Cesarea ed era una delle "quattro figlie nubili, che avevano il dono della profezia" di Filippo, uno dei sette diaconi. Era una guaritrice e conosceva la medicina e, dopo essersi recata in Anatolia nella speranza di incontrare l'apostolo Giovanni, fondò un ospedale ad Efeso. La sua fama come guaritrice era tale che l'imperatore Traiano si fermò ad Efeso nel 114 per farle rinunciare alla fede cristiana, ma la giovane resistette alle percosse, confortata da una visione divina. Traiano, sorpreso dalla pazienza con cui la giovane aveva sopportato la tortura, la fece rilasciare e la giovane gli predisse che avrebbe sconfitto i persiani e che Adriano gli sarebbe succeduto al trono.
Alcuni anni dopo anche Adriano avrebbe tentato di farle rinunciare alla fede, facendola torturare ai piedi, ma Ermione patì il supplizio con pazienza. Adriano ordino che fosse gettata in un calderone di pece bollente e, dopo essersi fatta il segno della croce, Ermione vi entrò e rimase illesa. Per ordine di Adriano i soldati tentarono più volte di torturarla, ma ogni supplizio che escogitavano risultava vano: il fuoco si spegneva o si ritorceva contro gli aguzzini. Adriano allora ordinò che venisse decapitata e, dopo aver guarito e convertito i suoi aguzzini, Ermione subì il martirio.